# Assia Wevill
Assia Esther Wevill ( nacida Gutmann) (Berlín,15 de mayo de 1927–Lambeth, 23 de marzo de 1969) fue una publicitaria  y traductora de poesía alemana.

## Trayectoria
Assia Gutmann era hija de un médico judío de origen letón, Lonya Gutmann, y de una madre luterana alemana, Elisabeth "Lisa" (de soltera Gaedeke). Ella trabajaba en un balneario en Riga. Allí se conocieron y se fueron a vivir a Berlín ante la oposición de los padres de él. Su hermana Celia nació el 22 de septiembre de 1929. Escaparon de los nazis al comienzo de la Segunda Guerra Mundial y emigraron a Palestina. Pasó la mayor parte de su juventud en Tel Aviv. Allí conoció al sargento John Steele, quien se convirtió en su primer marido en 1947. Según sus biógrafos, Yehuda Koren y Eilat Negev, "había contraído un matrimonio esencialmente sin amor con un inglés a la edad de 20 años, en gran parte para permitir que su familia emigrara a Inglaterra". Posteriormente, la pareja emigró a Vancouver, Canadá, donde Assia se matriculó en la Universidad de Columbia Británica y conoció su segundo marido, el economista canadiense Richard Lipsey. Assia y Steele se divorciaron en 1949 y ella se casó con Lipsey en 1952.
En 1956, en un barco a Londres, conoció al poeta canadiense de 21 años David Wevill. Comenzaron una aventura y Assia se divorció de Lipsey; se casó con Wevill en 1960.
Wevill tuvo una exitosa carrera en publicidad. Publicó, bajo su nombre de soltera Assia Gutmann, una traducción al inglés de la obra del poeta israelí Yehuda Amichai.
En 1961, los poetas Ted Hughes y Sylvia Plath alquilaron su piso en Chalcot Square, Primrose Hill, Londres, a Assia y David Wevill, y se instalaron en North Tawton, Devon. Poco después, Ted Hughes y Assia Wevill comenzaron una aventura. En el momento del suicidio de Plath, Wevill estaba embarazada del hijo de Hughes, pero tuvo un aborto poco después de la muerte de Plath. La relación real, quién la comenzó y sus circunstancias han sido objeto de acalorados debates durante muchos años.
Después del suicidio de Plath, Hughes trasladó a Wevill a Court Green (la casa de Devon en North Tawton que había comprado con Plath), donde Wevill ayudó a cuidar a los dos hijos de Hughes y Plath, Frieda y Nicholas. El 3 de marzo de 1965, a los 37 años, Wevill dio a luz a Alexandra Tatiana Elise, apodada Shura, cuando aún estaba casada con David Wevill.
Aislada por los amigos y la familia de su amante, eclipsada por la figura de Plath en la vida pública, Wevill sospechó de la infidelidad de Hughes. Este había iniciado una aventura con Brenda Hedden, una conocida que frecuentaba su casa, y Carol Orchard, una enfermera 20 años menor que él, con quien se casó más tarde en 1970. La relación de Wevill con Hughes se refleja en una colección de sus cartas  adquirida por la Universidad de Emory. Ella estaba continuamente angustiada por su renuencia a casarse y establecer un hogar juntos, así como por su trato como "ama de llaves". En su carta a Leonard Baskin del 16 de julio de 1969, Hughes hace referencia a Shura, su hija con Wevill. Él escribe: "Tengo dos lindos hijos que hacen de la vida un gran placer... Tuve una tercera, una pequeña maravilla, pero ella murió con su madre".
El 23 de marzo de 1969, Wevill acabó con la vida de su hija, Shura, de cuatro años y después se suicidó en su casa de Londres. Selló la puerta y la ventana de la cocina, luego disolvió las pastillas para dormir en un vaso de agua, las bebió con whisky y luego abrió el suministro de gas a la estufa sin encenderla. Ella y Shura fueron encontradas por la au pair alemana, Else Ludwig, acostadas juntas en un colchón en la cocina.

## Legado

### En publicidad
Wevill creó el anuncio de 90 segundos "Lost Island" para un tinte para el cabello femenino. El anuncio se puede ver en algunas compilaciones de anuncios clásicos o, a veces, como una publicación en línea.

### En literatura
- Un poemario de Ted Hughes Crow (1970) está dedicado a la memoria de Assia y Shura.
- Su poema "Folktale" trata sobre su relación con Assia.
- Hughes publicó seis poemas recogidos en su antología New Selected Poems (1989).
- Assia aparece como "Helen" en la novela de Fay Weldon Down Among the Women (1971).

### En cine y televisión
- En el largometraje Sylvia (2003), Wevill es interpretado por Amira Casar.[20]
- En octubre de 2015, el documental de BBC Two Ted Hughes: Stronger Than Death examinó la vida y el trabajo de Hughes y el papel de Wevill[21]